# Carlota Felicidade de Brunsvique-Luneburgo
Carlota Felicidade de Brunsvique-Luneburgo (em alemão:  Charlotte Felicitas von Braunschweig-Lüneburg; em italiano:  Carlotta Felicità di Brunswick-Lüneburg ; 8 de março de 1671 – 29 de setembro de 1710) era uma princesa alemã da Casa de Hanôver que veio a ser Duquesa Consorte de Módena e Régio. 
Ela veio a falecer durante trabalho de parto. 

## Biografia

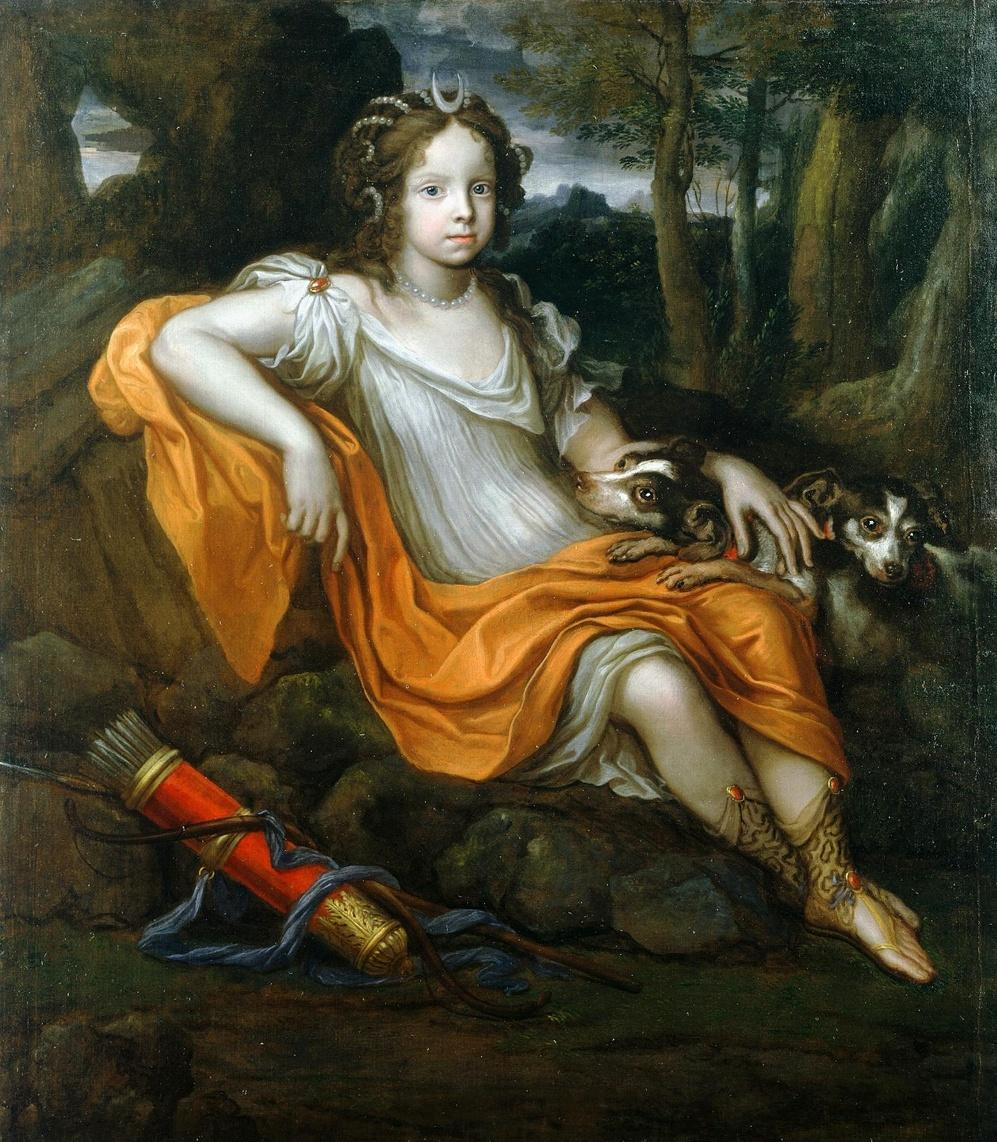
Carlota Felicidade de Brunsvique-Luneburgo representada como Diana, a Deusa da caça, por Jean Michelin.

Nascida no Schloss Herrenhausen, em Hanôver, um palácio destruído durante a Segunda Guerra mundial, ela era a filha mais velha de João Frederico de Brunsvique-Luneburgo e da sua mulher, Benedita Henriqueta do Palatinado-Simmern. O seu pai era o soberano do Ducado de Brunsvique-Luneburgo desde 1665 e os seus pais estavam casados desde 1668.
Carlota Felicidade tinha duas irmãs mais novas: Henriqueta e Guilhermina Amália. Esta última fizera um casamento de grande prestígio em 1699 com o Sacro Imperador Romano-Germânico, José I. 
A 11 de fevereiro de 1696, na cidade de Módena, Carlota Felicidade casou com Reinaldo d’Este, Duque de Módena e Régio . O seu marido era o filho mais novo de Francisco I de Módena e da sua terceira mulher Lucrécia Barberini. Inicialmente, Reinaldo tinha seguido uma carreira eclesiástica, sendo criado Cardeal em 1685, mas acabou por deixar a carreira eclesiástica em 1694 para suceder a seu sobrinho, Francisco II, como Duque soberano de Módena e Régio.
Reinaldo pretendia estimular as relações entre Módena e o Brunsvique, onde a Casa reinante era a de Hanôver. O casamento foi celebrado com grande esplendor apesar dos problemas financeiros vividos em Módena; o artista Marcantonio Franceschini foi contratado para pintar e decorar uma divisão, o Salone d'onore, no Palácio Ducal de Módena em honra dos noivos.
Em 1702, Carlota Felicidade e toda a família Ducal de Módena, tiveram que se refugiar em Bolonha, cidade dos Estados Pontifícios, fugindo às tropas francesas no decurso da Guerra de Sucessão de Espanha. 
Apesar do marido ter mais dezasseis anos do que Carlota Felicidade, o casamento produziu sete filhos. Após a sua morte, o seu filho e herdeiro do ducado, Francisco, casou em 1721 com Carlota Aglaé de Orleães, filha de Filipe II, Duque de Orleães, o Regente do Reino de França durante a menoridade de Luís XV. A sua segunda filha, Henriqueta, casou em primeiras núpcias em 1727 com António Farnésio, Duque de Parma e Placência e, após a morte da mãe, em segunda núpcias, em 1731, com Leopoldo, Landgrave de Hesse-Darmstadt.
Carlota Felicidade morreu no Palácio Ducal de Módena após ter dado à luz uma filha, em setembro de 1710. A bebé também veio a falecer. Ela está sepultada na Igreja de San Vincenzo, em Modena.

## Casamento e descendência
- Benedita Maria (Benedetta Maria) (1697-1777), sem aliança;
- Francisco (Francesco) (1698-1780) sucedeu ao pai como duque soberano; casou com Carlota Aglaé de Orleães, com geração;
- Amália Josefina (Amalia Giuseppina) (1699-1778) casou com o Marquês de Villeneuf, sem descendência;
- João Frederico (Gianfederico) (1700-1727);
- Henriqueta (Enrichetta) (1702-1777) casou em primeiras núpcias com António Farnésio, Duque de Parma, sem geração; casou em segundas núpcias com Leopoldo, Landgrave de Hesse-Darmstadt, sem geração;
- Clemente (Clemente) (1708-1708) morreu na infância;
- X d'Este (setembro de 1710) menina, morreu ao nascer.

## Títulos e tratamentos
- 8 de março de 1671 – 11 de fevereiro de 1696 - Sua Alteza Sereníssima a Duquesa Carlota Felicidade de Brunsvique-Luneburgo;
- 1  de fevereiro de 1696 – 29 de setembro de 1710 -  Sua Alteza Real a Duquesa de Módena e Reggio